# Providencia, Chile
Providencia este un oraș cu 120.874 locuitori (2002) din regiunea Metropolitană Santiago, Chile.